# وجدي ملاط
وجدي ملَّاط (2 نوفمبر 1919-17 أبريل 2010) كان فقيهًا في القانون ورجل دولة ومؤلف لبناني، كما كان أول رئيس للمجلس الدستوري في لبنان منذ عام 1994 حتى عام 1997، وقد استقال من المجلس بسبب إدارة الانتخابات البرلمانية لعام 1996.

## حياته السابقة
وجدى ملَّاط من مواليد 22 نوفمبر 1919 وقد كان سليل عائلة من الشعراء من مدينة بعبدا -عاصمة جبل لبنان العثماني-، كان عمه تامر (1856-1914) قاضيًا في العهد العثماني وشاعراً معروفاً وقف علانيةً ضد تعسف وفساد واصا باشا مفوض محافظ جبل لبنان، تنحدر والدة وجدي ملاط -ماري شكر الله- من عائلة من الأطباء المتعلمين في القسطنطينية، وقد احتُفِل بوالده شبلي (1875-1961) باعتباره «شاعر الأرز» في القاهرة والإسكندرية وبغداد ودمشق وحلب وحيفا واستمتع بصداقات وثيقة في جميع أنحاء المنطقة من الأمير عبد الله من شرق الأردن إلى أول رئيس للبنان المستقلة بشارة الخوري.

## تعليمه وحياته العملية السابقة
تم تعليم وجدي ملاط في الكلية اليسوعية في بيروت، ثم درس للحصول على شهادة عليا في اللاتينية بينما حصل على درجة الماجستير في القانون من جامعة القديس يوسف، وقد أصبح العديد من زملائه في الفصل قادة فكريين وسياسيين لاحقين في لبنان، وكان من بين أساتذته شكري كارداهي، وقد تم ربط وجدي ملاط في وقت مبكر بالتجربة الفريدة بين الحربين لليبرالية في بلاد الشام، خاصة مصر، التي عاشها مباشرة بسبب الصداقة الوثيقة بين والده وزعيم الحركة الوطنية المصرية سعد زغلول، كممثل شاب للوفد اللبناني لليونسكو، الذي عقد مؤتمرا مبكرا في بيروت في عام 1948، قام بتكوين صداقات مع شخصيات بارزة مثل طه حسين ولويس ماسينيون في رحلته إلى باريس استعدادًا للاجتماع.

## محامٍ ووزير
بعد تدريب مهني قانوني مع محامين لبنانيين بارزين أمثال إدموند جاسبار ويوسف السودة أسس مكتب ملاط للمحاماة في عام 1949، وكمحامٍ فقد دافع عن القضايا التي احتفل بها في المرافعة اللبنانية الحديثة، وفاز بانتصارات قضائية تاريخية نيابة عن الفاتيكان والكنيسة المارونية في بيروت، وفي عام 1972 تم انتخابه رئيسًا لنقابة المحامين في بيروت، كما أسس أول منظمة عربية لحقوق الإنسان في عام 1974 مع محامين عرب بارزين مثل عبد الرحمن اليوسفي وهو سجين رأي ورئيس وزراء المغرب لاحقًا.
وفي زمن السلم كان وجدي ملاط شخصية مؤثرة في لبنان من خلال الاحترام الذي أعرب عنه له قادة الفصائل المختلفة ومعرفته الحميمة بالمشهد السياسي اللبناني، وفي عام 1964 تم تعيينه وزيراً للشؤون الاجتماعية من قبل الرئيس اللبناني شارل حلو لكنه استقال بعد عام بسبب الفصل التعسفي للقضاة البارزين تحت ستار محاربة الفساد.
خلال الحرب الأهلية اللبنانية (1975-1990) رفض أن ينحاز إلى أي جانب مكرراً كرهه للعنف في حين شجب الأعمال الوحشية التي ارتكبتها مختلف الفصائل اللبنانية وتجاوزات التدخل الأجنبي، تم أخذ شعاره خلال الحرب الطويلة من مقولة نسبت إلى المفكر الإنساني لعصر النهضة إيراسموس: «ليكون غيلفي بين الجبيلين، وجبلين بين الجويلز» وهي الفصائل الراسخة في الحروب الأهلية الإيطالية في القرن الثالث عشر، وفيما بين القيادة اللبنانية حافظ وجدي على صداقة وثيقة مع ريمون إدي وكمال جنبلاط وموسى الصدر والرؤساء المتعاقبين للكنيسة المارونية.
كان اغتيال كمال جنبلاط في عام 1977 بمثابة صدمة خاصة بسبب تقاربهم الأدبي والمهني والترابط الخاص الذي تطور عبر قرن ونصف من الروابط العائلية الوثيقة، وفي عام 2009 نشر ديوان (مجموعة شعرية) من الشعر غير المعروف حتى الآن من قبل عمه الكبير تامر يشمل قصائد نصيب جنبلاط زعيم الجبل اللبناني في النصف الثاني من القرن التاسع عشر.
كما شعر بالفزع بسبب الاختطاف في ليبيا بعد فترة وجيزة من الإمام موسى الصدر، وقد توصَّل إلى حل وسط تاريخي مع الصدر -رئيس الطائفة الشيعية اللبنانية- بشأن نزاع على الأرض في بيروت حيث يقف مركز الإمام الصدر الآن، رفع مكتبه في وقتٍ لاحق القضية ضد معمر القذافي مما أدى إلى إصدار لائحة اتهام واعتقال بحق الديكتاتور الليبي ومساعديه.
كان معارضًا قويًا لحرب إسرائيل على لبنان عام 1982 وقدم الصيغة الدستورية التي وضعت حداً نهائيًا لمحاولة إضفاء الشرعية على الغزو الإسرائيلي المعروف باسم «اتفاقية 17 مايو»، ولقد كان مرتبطًا بمجتمع العالم العربي فيما وصفه بأنه «عروبة بيضاء» وهو ما يعارضه باستمرار الأنظمة العسكرية الدكتاتورية المظلمة في جميع أنحاء العالم العربي.

## رئيس المجلس الدستوري
في عام 1994 تم انتخاب وجدي ملاط بأغلبية كبيرة في البرلمان اللبناني لعضوية المجلس الدستوري المُنشأ حديثًا ثم من قبل أقرانه في المجلس كرئيس له، وفي غضون عامين أصبح المجلس الدستوري المؤسسة الأكثر احترامًا في البلاد بسبب قراراته المستقلة والمبدئية بشدة، استقال ملاط من المجلس بسبب العبث غير العادل بالانتخابات البرلمانية في 3 أبريل 1997، وبينما لم يصرِّح عن الأسباب الكاملة لاستقالته لتجنب المزيد من الصدمات في البلاد فقد قال في مقابلة تلفزيونية نادرة إن «المجلس الدستوري جاء إلى لبنان قبل 25 عامًا من وقته»، أكسبه نمط استقالته من المناصب الحكومية العليا سمعة رجل دولة كان أكثر حرصًا على حماية كرامة الوظيفة العامة من كسبها في المقام الأول.

## التقاعد والإرث
قام بتطوير مواهبه الأدبية النادرة في سنواته الأخيرة في العديد من الكتب بما في ذلك الكتاب الأكثر مبيعًا على مختلف مناصبه السياسية والمهنية بعنوان "مواقف" باللغتين العربية والفرنسية، وملخص مرجعي وافي مكون من حوالي 700 صفحة على علامة من والده على الشعر العربي المعاصر:شاعر الأرز: مدرسة للهوية الوطنية"، كما أنه ترك آلاف الصفحات في الدراسات القانونية والموجزات ومخطوطة مشروحة بالكامل لديوان تامر المستعاد.

## حياته الشخصية
ولأنه كرس تعليم أسرته كشاغله الرئيسي فقد ظل على درجة عالية من الخصوصية خلال حياته المهنية كرجل قانون ورجل أدب وسياسي، وخلال فترة ولايته كأقوى قاضٍ في البلاد رفض جميع الدعوات إلى الوظائف الاجتماعية، وفي عام 1956 تزوج من نهاد دياب وأنجب أربعة أطفال: منال وشبلي وريا وجنان، وأصبح له سبعة أحفاد.

## كتب
- شبلي الملاط شاعر الأرز مدرسة الطلاق الوطني (شاعر الأرز: مدرسة للهوية الوطنية)، مطبعة جوزيف رايدي، بيروت 1999، بالعربية مع مقدمات باللغتين الإنجليزية والفرنسية
- مواقع مواقف، دار النهار، بيروت 2005، باللغتين العربية والفرنسية
- التعديل الأخير، تامر ملاط، مجمع قصائد وأشعار (مجموعة من القصائد المفقودة)، بيروت، الفاكس الخاص طبعة 2009، باللغة العربية.

## روابط خارجية
- قانون ملاط